# Vila Nova de Campos
Vila Nova de Campos, ou simplesmente Vila Nova, é o 20º distrito do município de Campos dos Goytacazes, Estado do Rio de Janeiro, Brasil. Foi criado no ano de 1960, a partir de terras desmembradas do distrito de Morro do Coco.
Localiza-se a aproximadamente 42 quilômetros da sede municipal, 12 quilômetros de Morro do Coco e 314 quilômetros do Rio de Janeiro, o distrito tem uma área de 204 km² e 6.237 habitantes - cerca de 75% na zona rural - distribuídos na sede distrital e nas localidades de Conselheiro Josino, São Diogo e Guarataia.
Como outros distritos da Região Norte de Campos, as principais atividades econômicas são a agropecuária e o comércio. Em junho, o distrito realiza uma festa que atrai moradores e turistas de várias partes do município.